# 齊藤真紀
齊藤真紀（日语：／ Saitō Maki，1979年1月28日—），日本女性配音員。出身於東京都。自由身。O型血。

## 來歷
齊藤真紀在代代木動畫學院就讀期間，其天賦被三矢雄二發現，並加入了Alter Ego劇團。
她的第一個常規角色是電視動畫《遊☆戲☆王 怪獸之決鬥》的女主角真崎杏子。
此後，她隸屬於Bring-up。雖然自2006年以來她沒有出現在任何新作品中，但她在電影動畫《遊☆戲☆王：次元的黑暗面》和遊戲作品為真崎杏子這角色錄製了新的聲音。

## 演出
粗體字表示主要角色。

### 電視動畫
- 遊☆戲☆王 怪獸之決鬥（2000年，真崎杏子[3]）
- 仙魔大戰2000（日语：ビックリマン2000）（2000年，巴妮拉）
- 徽章戰士（2000年，記者、招待人員、女子、遊樂園工作人員A）
- 戀愛占卜師（2001年，純子）
- 烏龍派出所（2003年，加納綾、老師、快樂）
- 愛你寶貝★★（2004年，加加美亞希〈鏡亞希〉、笹野清子）
- 吟遊默示錄（2004年，埃琳娜、埃德的妹妹〈幼年時期〉、妮娜）
- 我愛美樂蒂（2005年，女高中生）
- 極速方程式（2006年，秦紀子）
- 麵包超人（2006年，洋芋片小子〈第3代〉）
- 妖怪人間貝姆 (2006年版)（2006年，海友人）

### 電影動畫
- 雲之彼端，約定的地方（2004年，女學生、護士）
- 遊☆戲☆王 怪獸之決鬥：光之金字塔（2004年，真崎杏子）
- 遊☆戲☆王：次元的黑暗面（2016年，真崎杏子[4]）

### OVA
- Good Morning Call愛情起床號（2001年，紺野麻里奈）

### 遊戲
- 網球王子SWEAT & TEARS 2（日语：テニスの王子様SWEAT & TEARS 2）（2003年）
- 恐怖新聞【平成版】怪奇！心靈檔案（日语：恐怖新聞）（2003年，角倉玲奈）
- 機甲兵團 J-PHOENIX2（日语：機甲兵団 J-PHOENIX）（2004年，乃木輝夜）
- 網球王子Rush & Dream！（日语：テニスの王子様 (ゲーム)）（2004年）
- 龍王傳說 激鬥！傳說之戰（2004年，溫蒂妮）
- 耽美夢想II ～驕傲與正義與愛～（2006年，主人翁）
- 遊☆戲☆王ZEXAL 決鬥終端機（日语：遊☆戯☆王ゼアル デュエルターミナル）（2009年，真崎杏子）[注 1]
- 遊☆戲☆王 怪獸之決鬥：最強卡片決鬥！（日语：遊☆戯☆王デュエルモンスターズ 最強カードバトル!）（2016年，真崎杏子）
- 實況野球（日语：実況パワフルプロ野球 (スマートフォン)）（2022年，真崎杏子）

### 舞台
- 劇團Alter Ego第3回公演 哈姆雷特現在…。

### 旁白
- 遊☆戲☆王 怪獸之決鬥的更多享受喔！特別篇

## 腳註

## 外部連結
- （日語）—WEB THE TELEVISION（日语：ザテレビジョン）
- （日語）—goo人名事典
- 齊藤真紀 （页面存档备份，存于） （日語）—oricon
- 齊藤真紀 （页面存档备份，存于） （日語）—電影.com（日语：映画.com）
- 齊藤真紀 （页面存档备份，存于） （日語）—allcinema（日语：allcinema）